# 董寿平
董寿平（1904年—1997年），原名董揆，山西洪洞人，中国画家、书法家，中国人民政治协商会议全国委员会书画室主任，中国书法家协会理事，第五、六、七、八届全国政协委员。

## 家庭
- 祖父咸豐六年（1856年）進士、诗人、诗律学家董文煥。